# Думітру Чіпере
Думітру Чіпере (рум. Dumitru Cipere); 22 жовтня 1957) — румунський боксер, призер Олімпійських ігор і чемпіонату Європи серед аматорів.

## Аматорська кар'єра
1976 року завоював бронзову медаль на чемпіонаті Європи серед юніорів.
На Олімпійських іграх 1980 завоював бронзову медаль.
- В 1/16 фіналу переміг Лакі Мутале (Замбія) — 5-0
- В 1/8 фіналу переміг Ришарда Червинського (Польща) — 5-0
- В чвертьфіналі переміг Самсона Хачатряна (СРСР) — 4-1
- В півфіналі програв Бернардо Піньянго (Венесуела) — 2-3

На чемпіонаті Європи 1981 завоював бронзову медаль.
- В чвертьфіналі переміг Алі Бен Магеніа (Франція) — 3-2
- В півфіналі програв Віктору Мірошниченко (СРСР) — 1-4

На чемпіонаті світу 1982 здобув дві перемоги, а у чвертьфіналі програв Віктору Мірошниченко (СРСР) — 0-5.